# زلنتش (جمهوری چک)
زلنتش (به چکی: Zeleneč) یک منطقهٔ مسکونی در جمهوری چک است که در شهرستان پراگ-شرق واقع شده‌است.